# Barbara Bibik
Barbara Maria Bibik (ur. 29 maja 1979) – polska filolożka klasyczna, wykładowczyni w Katedrze Filologii Klasycznej Uniwersytetu Mikołaja Kopernika w Toruniu.

## Życiorys
Studia licencjackie ukończyła w Instytucie Filologii Klasycznej Uniwersytetu Warszawskiego w 2001, a studia magisterskie w Katedrze Filologii Klasycznej Uniwersytetu Mikołaja Kopernika w 2004. W Toruniu ukończyła również specjalizację teatrologiczną w Instytucie Literatury Polskiej. Stopień doktora nauk humanistycznych uzyskała w 2008 na UMK na podstawie napisanej pod kierunkiem Mariana Szarmacha rozprawy Antygona – studium postaci. Analiza wybranych polskich tłumaczeń oraz inscenizacji teatralnych. W 2018 otrzymała na UMK stopień doktor habilitowanej nauk humanistycznych w dyscyplinie literaturoznawstwo, specjalność teatrologia, filologia klasyczna, translatologia, przedstawiając dzieło Translatoris vestigia. Projekcje inscenizacyjne wybranych polskich tłumaczy Orestei Ajschylosa. 
Jest stypendystką Fundacji Lanckorońskich, Fundacji z Brzezia Lanckorońskich oraz Fundacji Hardt pour l’ étude de l’ antiquité classique. Od 2007 roku prezes Zarządu Fundacji „Traditio Europae”, zajmującej się popularyzacją nauk o antyku. Zajmuje się dramatem antycznym i jego recepcją, zwłaszcza tragedią grecką, oraz problematyką przekładów z języków klasycznych, którym to zagadnieniom poświęciła szereg publikacji. Interesuje się także dziedzictwem grecko-rzymskiego antyku, rolą kobiety w społeczeństwie starożytnym oraz motywem śmierci w kulturze.
Jest koordynatorką obozów i warsztatów naukowych Krajowego Funduszu na rzecz Dzieci.

## Publikacje
- „Translatoris vestigia”. Projekcje inscenizacyjne wybranych polskich tłumaczy "Orestei" Ajschylosa, Toruń 2016, ISBN 978-83-231-3644-6[1].
- Przekłady starożytnych utworów dramatycznych – w zgodzie czy wbrew normom? Kilka refleksji o tradycji przekładoznawczej w Polsce w: Między Oryginałem a Przekładem. Vol. XXII (2016), nr 4 (34)[2].